# Lüliang
Lüliang är en stad på prefekturnivå i Shanxi-provinsen i norra Kina.

## Administrativ indelning
Lüliang består av ett stadsdistrikt som omfattar själva stadskärnan, tio härad och två städer på häradsnivå:
- Stadsdistriktet Lishi (离石区), 1 323 km², 240 000 invånare;
- Häradet Wenshui (文水县), 1 064 km², 420 000 invånare;
- Häradet Zhongyang (中阳县), 1 441 km², 130 000 invånare;
- Häradet Xing (兴县), 3 167 km², 270 000 invånare;
- Häradet Lin (临县), 2 979 km², 580 000 invånare;
- Häradet Fangshan (方山县), 1 433 km², 140 000 invånare;
- Häradet Liulin (柳林县), 1 288 km², 300 000 invånare;
- Häradet Lan (岚县), 1 509 km², 170 000 invånare;
- Häradet Jiaokou (交口县), 1 258 km², 110 000 invånare;
- Häradet Jiaocheng (交城县), 1 821 km², 210 000 invånare;
- Häradet Shilou (石楼县), 1 736 km², 100 000 invånare;
- Staden Xiaoyi (孝义市), 948 km², 430 000 invånare;
- Staden Fenyang (汾阳市), 1 176 km², 400 000 invånare.